# Милан Степановић
Милан Степановић (Станишић, код Сомбора, 8. новембар 1961) српски је публициста, завичајни историчар, издавач и уредник из Сомбора који је, као аутор, објавио или приредио преко четрдесет монографија и књига из просветне, културне, црквене и урбане прошлости Сомбора, Бачке и Војводине.

## Биографија
Милан Степановић, завичајни историчар и публициста, аутор је и приређивач низа књига из прошлости Сомбора. Објавио је и преко 100 стручних радова и прилога у часописима, зборницима и монографијама. Написао преко 300 тематских чланака у дневним, недељним и месечним листовима.
Приређивач је двадесетак историјских изложби. Написао је и неколико ТВ-сценарија за документарне емисије и филмове из културне и просветне историје Сомбора и Војводине.
Степановић је оснивач "Норме" - Удружења грађана за очување културно-историјског наслеђа, као и покретач едукативно-историјског сајта "Равноплов" (www.ravnoplov.rs), за који је написао близу 700 прилога из завичајне историје Сомбора и околине.

## Изабрана библиографија
Избор објављених монографија и студија:
- Слободан и краљевски град Сомбор: зборник докумената о елибертацији 1745/1749 (2001)
- Стара здања сомборска: негдањи Сомбор кистом и палетом Саве Стојкова (2002)
- Stara zdanja somborska - Old edifices of Sombor (2003)
- Сомборски Срби и Први српски устанак (коаутор Раде Шумоња) (2004)
- Сомбор на длану - стручна монографија (један од аутора) (2006)
- Sombor in the palm of your hand - professional monograph (један од аутора) (2006)
- Сомборске нити Лазе Костића (2007)
- Лаза Костић: Међу јавом и мед сном (2007)
- Сажета повесница сомборске породице Матарић: из архивских изворника XVIII и XIX столећа (2007)
- Повеља слободног и краљевског града Сомбора (2008)
- Јован Савић - Иван Југовић (2008)
- Живот и просветни и књижевни рад Аварама Мразовића (2009)
- Никола Ђ. Вукићевић: (1830-1910): животопис и библиографија (коаутор Карла Селихар) (2010)
- Похвала Прометеју: одабрана поглавља о песништву Лазе Костића (2010)
- Светођурђевска црква у Сомбору (2011, 2020)
- Двадесет година рада Кола српских сестара у Сомбору (1991-2011) (2011)
- Да Буњевац душу не издаде: три буњевачке приповетке Вељка Петровића (2011)
- Сомборска хроника фра Боне Михаљевића: 1717-1787 (2012)
- Беседа о добровољним прилозима Василија Ковачића (2012)
- ХКУД „Владимир Назор“ Сомбор 1936-2011 (2012)
- 10 година Противтерористичке јединице (2013)
- Племићке породице у Сомбору до краја XVIII века (2018)
- Сто година Привредне коморе Војводине: (1919-2019) (2019)
- Битка код Сенте: слика славне историје (2019)
- Battle of Zenta: the painting of glorious history (2019)
- У том Сомбору... : град у призми столећа (2020)
- Сомбор слово по слово: 101 прича у 30 слова (2020, 2021)
- Први буквар са читанком за школе у Црној Гори (2020)
- Црква Светог Јована Претече у Сомбору (2020, 2022)
- In that Sombor town... : seen through the prism of time (2021)
- 120 година рада Црвеног крста у Сомбору (2021)
- Стара сомборска знамења: обележја идентитета (2021)
- Како је настала песма Santa Maria della Salute Лазе Костића (2022)
- Четири века од првог помена буњевачког имена у Бачкој (2022)
- 150 година Гимназије у Сомбору (коаутор Атила Пфајфер) (2022)
- Загрљаји градског језгра - од одбрамбеног шанца до сомборских венаца 1685-2023 (2023)
- Бачки Степановићи (Светојованци) (2023)
- Визија слободе : елибертација Сомбора 1745-1749 (2023)
- Трагови предака - српски генетички род N2 (2024)
- Племићке породице бачких Буњеваца (коаутор Атила Пфајфер) (2024)
- A Zombori Gimnázium 150 éve (коаутор Атила Пфајфер) (2024)
- Сомборска писма из Беча : преписка сомборских изасланика у Бечу из времена елибертације 1746-1748 (2024)
- Један век сомборске Опште болнице "Др Радивој Симоновић" (2025)
- Сомбор пре Сомбора : од властелинског поседа до граничарског шанца 1391-1702 (у припреми)

## Награде и признања
- 1998: Добитник Награде за најуспешнији издавачки подухват године на 43. међународном сајму књига у Београду
- 2020: Добитник награде "Златно перо Раванграда" за 2020. годину.[4]

- 2021: Добитник награде Светске организације за интелектуалну својину у оквиру категорије за аутора за монографско дело/студијску изложбу са каталогом у области друштвено хуманистичких наука. Награду WIPO Medal for Creativity је освојио за монографско дело У том Сомбору - град у призми столећа. Награда Светске организације за интелектуалну својину му је додељена на Светски дан интелектуалне својине 26. априла 2021. године.[5]